# Théo Lopez
Théo Lopez (13 marzo 2000) è uno sciatore alpino francese.

## Biografia
Attivo in gare FIS dal dicembre del 2016, Lopez ha esordito in Coppa Europa il 25 gennaio 2018 a Chamonix in slalom speciale (46º). Non ha debuttato in Coppa del Mondo né preso parte a rassegne olimpiche o iridate.

## Palmarès

### Coppa Europa
- Miglior piazzamento in classifica generale: 219º nel 2025

### South American Cup
- Miglior piazzamento in classifica generale: 42º nel 2024
- 1 podio:
  - 1 terzo posto

### Campionati francesi
- 2 medaglie:
  - 1 oro (slalom speciale nel 2025)
  - 1 bronzo (slalom speciale nel 2020)